# Jorge Doval
Jorge Doval Vázquez (nacido el 14 de febrero de 1949 en Buenos Aires, Argentina) es un ex-futbolista argentino. Jugaba de delantero y su primer club fue Platense. Tiene 76 años. Hermano del también futbolista Narciso Horacio Doval.

## Carrera
Comenzó su carrera en 1969 jugando para Platense. Jugó para el club hasta 1971. En 1973 partió hacia España para formar parte de las filas de Elche CF, en donde se retiró en 1974.

## Clubes
| Club     | País      | Año       |
| -------- | --------- | --------- |
| Platense | Argentina | 1969-1971 |
| Elche CF | España    | 1973-1974 |